# Brexit – Chronik eines Abschieds
Brexit – Chronik eines Abschieds (Originaltitel: Brexit: The Uncivil War) ist ein britischer Fernsehfilm aus dem Jahr 2019, mit Benedict Cumberbatch in der Hauptrolle als Spin-Doctor Dominic Cummings.

## Handlung
Nachzeichnung der Kampagnen zum Referendum über den Austritt Großbritanniens aus der Europäischen Union, dem Brexit.

## Kritik
Das Lexikon des internationalen Films urteilte, der Film entfalte sich „zwischen Satire und Drama als Polit-Theater mit hohem Tempo“ und unterhalte „vor allem als Psychogramm eines neuen Typus von Machtmenschen, der darangeht, den politischen Diskurs mit digitalen Mitteln zu verändern“.

## Auszeichnungen
- Broadcast Awards, UK 2020: Best Single Drama[3]